# Piplantri
Piplantri (Hindi पीपलांत्री) ist ein etwa 500 Einwohner zählendes Dorf im Süden des indischen Bundesstaats Rajasthan. Der Ort ist über die Grenzen Indiens hinaus bekannt wegen einer im Jahr 2006 vom damaligen Ortsvorsteher (sarpanch) initiierten Baumpflanzungsaktion für neugeborene Mädchen.

## Lage
Das Dorf Piplantri befindet sich etwa 14 km (Fahrtstrecke) nordwestlich der Stadt Rajsamand und gut 70 km nördlich der Großstadt Udaipur in einer Höhe von ca. 560 m.

## Bevölkerung
Die überwiegende Mehrzahl der Dorfbewohner sind Hindus. Der männliche Bevölkerungsanteil übersteigt den weiblichen nur geringfügig. Man spricht Hindi oder Rajasthani.

## Wirtschaft
Die Dorfbewohner leben – weitgehend als Selbstversorger – fast ausschließlich von der Landwirtschaft. Zu Beginn des 21. Jahrhunderts wurden die meisten der in der Umgebung betriebenen Marmor-Steinbrüche geschlossen.

## Besonderheiten
Piplantri wurde bekannt durch eine im Jahr 2006 vom damaligen Ortsvorsteher im Gedenken an seine verstorbene Tochter initiierte Baumpflanzungsaktion. Zunächst war die Aktion nur auf einen Baum für jedes neugeborene Mädchen beschränkt, doch wurden daraus relativ schnell 111 Bäume verschiedener Arten (Neem, Mango, Amla, Sheesham etc.) Zudem wird jeweils von der Familie und der Dorfgemeinschaft ein Sparbuch mit einem Guthaben von etwa 30.000 Rupien angelegt, welches erst bei Erreichen der Volljährigkeit im Alter von 18 Jahren an die Tochter ausgehändigt wird; hierdurch sollen Kinderehen verhindert werden. Mittlerweile sind angeblich über 350.000 Bäume gepflanzt worden und haben die teilweise von Marmor-Steinbrüchen zerstörten Gebiete am Ortsrand zu einer grünen Oase werden lassen. Hierzu tragen auch die wasserspeichernden Aloe-Vera-Pflanzen bei, die eventuell ein zukunftsträchtiger Grundstoff für die Weiterverarbeitung in der Medizin- oder Kosmetikindustrie werden könnten.
Angesichts der in weiten Teilen des ländlichen Indiens immer noch praktizierten Abtreibung oder Tötung von Mädchen, die zu einem Männerüberschuss von teilweise bis zu 20 % und somit zu einem Anstieg von Entführungen, Vergewaltigungen etc. geführt hat, könnte der in Piplantri praktizierte Weg zu neuen Denkanstößen beitragen.